# 1089 (число)
1089 (одна тысяча восемьдесят девять) — натуральное число, расположенное между числами 1088 и 1090. Оно не является простым числом, а относительно последовательности простых чисел расположено между 1087 и 1091. Свойствам числа 1089 посвящена книга английского математика Д. Ачесона.

## Арифметические свойства
Число 1089 является нечётным натуральным числом, которое представимо в виде следующего произведения простых чисел 3 × 3 × 11 × 11. Если умножить его на 9, то полученный результат в десятичной позиционной системе будет равен записи его цифр в обратном порядке:
Это свойство для числа 1089 не уникально. Им обладают также числа 10 989, 109 989, 1 099 989 и так далее. В более общем виде для обладания этим свойством требуется присутствие девятки перед первой восьмёркой в десятичной записи.
Число 1089 является квадратом числа 33 и может быть представлено, как следующая разность квадратов:
Во множестве двузначных чисел это свойство является уникальным.
Если записать в обратном порядке цифры любого трёхзначного числа с разными цифрами {\displaystyle n}, затем полученное число вычесть из {\displaystyle n} и прибавить к результату его обратную запись — то ответ всегда будет равен 1089. Например, {\displaystyle n=623}, его обратная запись равна {\displaystyle n=326}:
Дробь, обратная числу 1089 является периодической {\displaystyle {\frac {1}{1089}}=0,000918273645546372819100091...}